# ماریا رزاریا اوماجو
ماریا رُزاریا اوماجو (ایتالیایی: Maria Rosaria Omaggio؛ ‏۱۱ ژانویهٔ ۱۹۵۴ – ۳۰ ژوئن ۲۰۲۴) بازیگر و نویسنده اهل ایتالیا بود. وی از سال ۱۹۷۳ میلادی تا پایان عمر مشغول فعالیت بوده است. او خود را کاتولیک رومی می‌دانست و سفیر حسن نیت یونیسف بود.

## گزیدهٔ نقش‌آفرینی‌ها

### سینما
- والسا: مرد امید (۲۰۱۳)
- تقدیم به رم با عشق (۲۰۱۲)
- ریمینی ریمینی - یک سال بعد (۱۹۸۸)
- ماجراهای هرکول (۱۹۸۵)
- منشی مخصوص پدرم (۱۹۷۶)

### تلویزیون
- سونات سکوت (۲۰۱۶)
- پدر ماتئو (۲۰۰۶)